# Julia Giménez Cacho
Julia Giménez Cacho, nacida Julia García Casado. (España 21 de marzo de 1921 - Cuernavaca, 5 de julio de 2000). Fue una artista española que partió al exilio a México en 1950, donde se naturalizó al poco tiempo. Pertenece al grupo denominado "Artistas Españolas en el Exilio". 

## Biografía
Fue una artista española que partió al exilio a México en 1950, donde se naturalizó al poco tiempo. Muere el 5 de julio de 2000 víctima de un infarto, en el Hospital Henri Donant de Cuernavaca, donde residía.
Madre de 6 hijos, solía llevar a sus hijos a clases de cerámica a los 53 años. En una de esas clases, dibujó una paloma.  
Quien la encontró fue la hija de Elvira y el pintor Roberto Fernández Balbuena, e informó a su mamá que quería hacerla en esmalte. Julia pensó si esa niña tan acostumbrada a ver pintura se detuvo a ver su dibujo, pues, algo había de tener la palomita. Esa aceptación la condujo a ''encerrarme en el cuarto de baño para que no me viera nadie, porque me daba mucha pena que a mi edad yo pudiera hacer esas cosas como si fuera un niño de once años, que era lo que me salía".
Julia se inscribió en un curso de diseño básico en la Casa del Lago, donde enseñaban ''rayas y puntitos". En esa época creó un cuadro ''formidable" y no le volvió a salir otro igual. Luego, pintó al óleo pero como no sabía usar los pinceles, mojaba papel de baño ųaun encerradaų, en aguarrás y en óleo, y ''lo extendía allí; salían unas transparencias muy bonitas". Para entonces empezaba a dibujar mujeres con el puro papel. Un amigo pintor, en 1976, la animó: ''Oye, Julia, esto está muy bien. Cómo lo haces? Por qué no te lo llevas al Salón de la Plástica Mexicana donde hay un concurso de nuevos valores?" y obtuvo mención honorífica.

## Trayectoria
Estudió escultura en cerámica con Gerda Gruber
Realizó estudios de sociología y religión; diseño básico con Marcela Villaseñor en la Casa del Lago (1974), grabado con José Lascarro en el Molino de Santo Domingo (1978) y dibujo con Aceves Navarro en la escuela de arte San Carlos (1979-80)

## Obra
A partir de 1994 se traslada a Cuernavaca, cuya claridad de luz cambió sus cuadros que en un principio eran oscuros. Llegó a decir que también eran más inocentes.
Siempre pintó mujeres, primero muy españolas, muy de negro con mantas. Muchos creen encontrar entre sus personajes la figura de su madre o de su tía, sin embargo, Julia las inventaba todas. Era gran admiradora de Goya y también de los expresionistas alemanes. Como pintaba con la ''emoción", recreaba su percepción del momento. Sabía que el color era su fuerte, cosa que atribuía a una mezcla de ingenuidad y fortaleza. 
La influencia de Goya
En Siempre mujeres (obra de sus últimos días vitales) destaca un autorretrato al óleo, realizado por la pintora en 1997 sobre una fotografía de Pablo Ortiz Monasterio. En él aparece sonriente, en un ambiente festivo, con una mano en la cintura y otra en la nuca, y un sombrero que da la impresión de una figura humana con los brazos extendidos, tratando de guardar equilibrio. 

A su vez, Mercedes Iturbe y Francisco Rebolledo encuentran en la pintura de Giménez Cacho una marcada influencia de Goya.

''Estas enigmáticas majas, con sus mantones, su cabello suelto, a veces adornado con una flor, recuerdan a las rubicundas hembras que salieran de la paleta de Francisco de Goya", escribe Rebolledo en el catálogo de la exposición. ''Quevedo y Goya resultan los perfectos tutores de esos seres desgarrados por el color y acertadamente desdibujados, de cuyo rostro se desprende la agonía caprichosa y vital de Julia Giménez Cacho", dice Iturbe.
Margo Glantz dedicó un largo texto a la pintura de Julia Giménez Cacho:
''Los rostros de esas mujeres destinadas a repetirse interminablemente sobre el horizonte de los cuadros de Julia calcinan cualquier molde y devoran, asimilan, absorben todas las infancias y las viudeces rescatadas de un fondo reverdecido e intenso, revelando una configuración concebida hasta ahora como antinatural y puesta de manifiesto por una mano sensible a una nueva experiencia."

## Exposiciones
- Desde 1976 participó en muestras colectivas
- Exposición de óleos y pasteles sobre papel en la Galería El Angel de la Ciudad de México dos salas del Museo de Arte Carrillo Gil en 1981
- "Siempre mujeres"  Exposición individual (post mortem), Inaugura en Madrid el 7 de julio de 2000 en el Instituto de México en España[3]